# Nove Fužine
Nove Fužine so ljubljanska četrt in ob treh trgih ter med Zaloško cesto in levim bregom Ljubljanice razvito naselje v četrtni skupnosti Moste. V Novih Fužinah sta dve osnovni šoli, in sicer OŠ Martina Krpana in Nove Fužine, srednja šola za gastronomijo in turizem ter vrtec VVO Zelena Jama, pa dom za starejše občane in zdravstveni dom z lekarno. 
Skozi naselje potekajo mestne avtobusne linije številka 20, 20Z (ob vikendih), 22, 25 (liniji 20 in 22 imata na koncu naselja na Chengdujski cesti urejeno obračališče). Mimo roba naselja po Zaloški cesti so speljane še mestne avtobusne linije št. 11 in 11B.
Fužine so imele odlične predispozicije za gradnjo: sorazmerno dobro nosilnost tal in nizko poselitev. Prvi načrti za gradnjo soseske segajo v leto 1958, v čas intenzivne industrializacije Slovenije, zaradi katere so se množično priseljevali delavci iz drugih delov takratne Jugoslavije in iz različnih delov Slovenije v Ljubljano. Prva faza gradnje od štirih se je nato začela šele leta 1977 in se končala leta 1981. Naselje s stolpnicami in bloki je raslo do leta 1987. Za tem so dopolnjevali ponudbo s trgovinami in paviljoni za obrtnike ter drugimi dejavnostmi. Fužine so ena zadnjih družbeno načrtovanih prostorskih ureditev v Sloveniji, vsekakor pa so zagotovo največja. Nove Fužine se raztezajo na 61 hektarih in v njih po ocenah iz leta 2000 živi najmanj 18.000 ljudi. Z uradno poselitvijo 385 prebivalcev na hektar (neuradna pa je še malo višja) so najgosteje poseljeno območje v celotni državi.
V Fužinah, blizu nekdanjih fužin in ob brzicah Ljubljanice, kjer sta jez in manjša hidroelektrarna, stoji grad Fužine, znan še iz Prešernove Glose. V prenovljeni stavbi je Muzej za arhitekturo in oblikovanje.